# إيزابيل بيرون
إيزابيلا مارتينيز دي بيرون (بالإسبانية: María Estela Martínez de Perón) (4 فبراير 1931 -) هي الزوجة الثالثة للرئيس خوان بيرون، وباعتبارها نائبة رسمية لزوجها تولت السلطة في الأرجنتين عام 1974 خلفاً له وذلك حتى قبل أن يتوفى بسبب الاعتلال الشديد لصحته وبذلك تعتبر أول امرأة تصل لسدة الرئاسة في أميركا الجنوبية قاطبة.
استمرت إيزابيلا في سدة الحكم حتى عام 1976 عندما تم الإطاحة بها إثر انقلاب عسكري نفذته القوات المسلحة بقياده (خورخه فيديلا). شهدت فترة حكمها العديد من الاضطرابات من قبل المتطرفين السياسيين المحافظين والليبراليين وبذلك يتضح الفرق في مدى شعبيتها عن الزوجة السابقة للرئيس لبيرون إيفا بيرون.

## حياتها المبكرة ومهنتها
ولدت ماريا إستيلا مارتينيز كارتاس في مدينة لا ريوخا، الأرجنتين، وهي ابنة ماريا جوسيفا كارتاس أولغين وكارميلو مارتينيس. تركت المدرسة بعد الصف الخامس. وفي أوائل خمسينات القرن العشرين، أصبحت راقصة ملهى ليلي تعتمد اسم إيزابيل، اسم القديسة. (الاسم الإسباني للقديسة إليزابيث من البرتغال) الذي اختارته تبعًا لمصطلح سر الميرون.

### خوان بيرون
قابلت زوجها المستقبلي أثناء منفاه في بنما. كان خوان دومينجو بيرون، الذي كان يبلغ 35 من عمره، منجذبًا إلى جمالها، وكان يعتقد أنها قادرة على تزويده بالشريك الأنثوي الذي كان يفتقده منذ وفاة زوجته الثانية المحبوبة إيفا بيرون (إيفيتا) في عام 1952. جلب بيرون إيزابيل معه عندما انتقل إلى مدريد، إسبانيا، في عام 1960. لم توافق السلطات على تعايش بيرون مع امرأة شابة بدون أن يتزوج منها، ولذلك تزوج الرئيس السابق على مضض للمرة الثالثة في 15 نوفمبر من عام 1961.

### عملها الأول في السياسة
مع استئناف بيرون دورًا نشطًا في السياسة الأرجنتينية من المنفى، عملت إيزابيل كنقلة بين إسبانيا والأرجنتين. بعد أن تم ترحيله في انقلاب في عام 1955، مُنع بيرون من العودة إلى الأرجنتين، لذلك تم تعيين زوجته الجديدة للسفر بدلًا منه. أصبح زعيم الحزب الشيوعي الكولومبي خوسيه ألونسو واحدًا من مستشاريها الرئيسيين في نزاع بيرون ضد زعيم حزب الاتحاد الشعبي أوغستو فاندور أثناء انتخابات منتصف المدة في عام 1965؛ وقد اغتيل ألونسو وفاندور في وقت لاحق في ظروف لم يتم تفسيرها بعد.

#### خوسيه لوبيز ليكا
التقت إيزابيل بخوسيه لوبيز ريكا، الذي كان شرطيًا سابقًا مهتمًا بالخفيانية والعرافة، أثناء زيارة قام بها إلى الأرجنتين في عام 1964. كانت إزابيل مهتمة بالأمور الغامضة (باعتبارها رئيسة تم توظيفها على ما يُزعم لتحديد السياسة الوطنية)، لذا سرعان ما أصبح الاثنان صديقين. وبضغط من إيزابيل، عيّن بيرون لوبيز سكرتيرًا شخصيًا له؛ في وقت لاحق أسّس لوبيز التحالف الأرجنتيني المناهض للشيوعية (تريبل إيه)، وهي فرقة الإعدام التي اتهمت بارتكاب 1500 جرايمة في سبعينيات القرن العشرين.

#### صعودها إلى السلطة
رشّح حزب العدالة في بيرون الدكتور هيكتور كامبورا لخوض الانتخابات الرئاسية في مارس من عام 1973 على بطاقة (إف آر إي جاي يو إل آي) (تحالف بقيادة بيرون). فاز كامبورا، لكن كان من المفهوم عمومًا أن خوان بيرون لديه القوة الحقيقية؛ ثمة عبارة كانت شائعة في ذلك الوقت هي: «كامبورا آل غوبيرنو، بيرون آل بدور» وهي تعني «كامبورا في السلطة، وبيرون في الحكم». في وقت لاحق من ذلك العام، عاد بيرون إلى الأرجنتين واستقال كامبورا للسماح لبيرون بالترشح للرئاسة. اختار إيزابيل كمرشحة لمنصب نائب الرئيس لتهدئة الفصائل البيرونية المتناحرة، لأنها لا يمكن أن تتفق على أي مرشح آخر. تميزت عودته من المنفى بصدع متزايد بين الجناحين الأيمن والأيسر للحركة البيريونية؛ بينما مثّل كامبورا الجناح الأيسر، مثّل لوبيز ريكا الجناح الأيمن. وعلاوةً على ذلك، كان هذا الفصيل الأخير مدعومًا من قِبَل قيادة الاتحاد العمالي التابع لمجلس الأمن العام (سي جي تي) وإيزابيل نفسها، وأصبح هذا الفصيل معروفًا من قِبَل اليسار باسم «الحاشية» نظرًا للوضع الداخلي الذي منحهم إياه بيرون. كان خوان بيرون منذ فترة طويلة مناوئًا لليسار، لكنه زرع دعمهم أثناء وجوده في المنفى. غير أن تعاطفه انتهى بعد اغتيال زعيم الحزب الشيوعي الكولومبي خوسيه إغناسيو روتشي على يد اليساري مونتونيروس في سبتمبر.
اعتُبر فوز بيرون في الانتخابات المفاجئة التي دعا إليها الكونغرس في سبتمبر عام 1973 أمرًا مرجحًا، وقد فاز بنسبة 62% من الأصوات. بدأ ولايته الثالثة في 12 أكتوبر إذ قام بتنصيب إيزابيل بمنصب نائب الرئيس. بيد أن بيرون كان في ذلك الوقت في حالة صحية محفوفة بالمخاطر؛ ووصفته وكالة المخابرات المركزية في ذلك الوقت بأنه بين حالة واضحة وحالة التبعية للشيخوخة. اضطرت إيزابيل إلى تولي منصب الرئيس بالنيابة في عدة مناسبات خلال فترة ولايته.

## روابط خارجية
- إيزابيل بيرون على موقع الموسوعة البريطانية (الإنجليزية)
- إيزابيل بيرون على موقع مونزينجر (الألمانية)
- إيزابيل بيرون على موقع إن إن دي بي (الإنجليزية)